# Anderthalb
Anderthalb ist ein deutsches Zahlwort mit der Bedeutung von „eineinhalb“ (seltener „einundeinhalb“), also „1,5“ oder „1 1/2“ („1 ½“) bzw. „ein und ein Halbes“. Mathematisch handelt es sich um eine Bruchzahl mit der Bedeutung von „drei Halbe“ („3/2“).
Anderthalb leitet sich von mittelhochdeutsch anderhalp (althochdeutsch anderhalb) her; erst im Spätmittelhochdeutschen trat das verbindende „t“ hinzu.
Dabei bedeutet „ander“ veraltet „zweite“, sodass anderthalb eigentlich „das zweite halb“ (im Sinne von „das zweite zur Hälfte“) bedeutet. In diesem alten Zählsystem ging es nach anderthalb mit dritthalb (zweieinhalb, d. h. „das erste und das zweite zur Gänze, das dritte zur Hälfte“) und vierthalb (dreieinhalb) weiter.